# U-464
U-464 – niemiecki okręt podwodny (U-Boot) typu XIV z okresu II wojny światowej. Jedynym dowódcą okrętu był Kptlt. Otto Harms.

## Historia
U-464 został zbudowany w stoczni Deutsche Werke AG w Kilonii. Zamówienie na okręt złożono 15 sierpnia 1940 roku, położenie stępki miało miejsce 18 marca 1941 roku, wodowanie 20 grudnia 1941 roku, a wcielenie do Kriegsmarine 30 kwietnia 1942 roku. Na czas szkolenia okręt został przydzielony do 4. Flotylli bazującej w Szczecinie. 1 sierpnia 1942 roku wcielono go do 10. Flotylli U-Bootów.
U-464 był jednym z dziesięciu zbudowanych podwodnych zbiornikowców, zwanych Milchkühe („mlecznymi krowami”), które skonstruowano z myślą o dostarczaniu paliwa i zaopatrzenia innym U-Bootom operującym na odległych akwenach. 
U-464 został zatopiony podczas swojego pierwszego rejsu zaopatrzeniowego. 20 sierpnia 1942 roku na płytkich wodach na południowy wschód od Islandii okręt został zaskoczony przez amerykańską łódź latającą Consolidated PBY Catalina. Uszkodzenia spowodowane przez bomby głębinowe wywołały pożar i uniemożliwiały zanurzenie, w związku z tym dowódca nakazał samozatopienie okrętu. Zginęło dwóch członków załogi U-Boota, pozostałych 52 (53?) zdołało dostać się na pokład islandzkiego trawlera rybackiego, skąd zostali podjęci przez brytyjskie niszczyciele.